# Grand Magus
I Grand Magus sono una band heavy metal svedese, con forti influenze stoner rock e doom metal, fondata a Stoccolma nel 1996.

## Storia
I Grand Magus furono fondati dall'ex cantante dei Cardinal Fang Janne "JB" Christoffersson e dal bassista Mats "Fox" Skinner. La band fu completata con l'aggiunta di Fredrik "Trisse" Liefvendahl alla batteria e con questa formazione fu registrata una demo di 3 tracce, i cui brani furono poi inclusi nella compilation della Waterdragon Records Greatest Hits Vol 1 (2000).
I Grand Magus registrarono poi uno split album con gli Spiritual Beggars per la Southern Lord Records, a cui seguì il loro disco d'esordio omonimo (2001) per la Rise Above Records. Seguirono altri due album, Monument (2003) e Wolf's Return (2005), pubblicati sempre con la stessa etichetta.
Nel 2006 Trisse lasciò la band e fu sostituito da Sebastian "SEB" Sippola. Con questa formazione fu pubblicato il quarto disco Iron Will nel 2008. Nel dicembre 2009 la band firmò per la Roadrunner Records, pubblicando con essa nel 2010 il disco Hammer of the North.

## Membri

### Formazione attuale
- Janne "JB" Christoffersson - Voce, Chitarra elettrica (1996–presente)
- Mats "Fox" Skinner - Basso, Cori (1996–presente)
- Ludwig "Ludde" Witt - Percussioni (2012–presente)

### Ex componenti
- Fredrik "Trisse" Liefendahl - Percussioni (1998-2006)
- Sebastian "SEB" Sippola - Percussioni (2006-2012)

## Discografia

### Album in studio
- 2001 - Grand Magus
- 2003 - Monument
- 2005 - Wolf's Return
- 2008 - Iron Will
- 2010 - Hammer of the North
- 2012 - The Hunt
- 2014 - Triumph and Power
- 2016 - Sword Songs
- 2019 - Wolf God

### Singoli/EP
- 2001 - Split 7" (con i Spiritual Beggars)